# Flûte à bec
Pour un article plus général, voir Flûte.
La flûte à bec est un instrument à vent de la famille des bois. Comme nombre d'autres instruments, cette flûte se décline en plusieurs tailles. La nomenclature moderne comprend dans l'ordre décroissant (du plus aigu au plus grave) : exilent, sopranino, soprano, alto, ténor, basse, grande-basse, contrebasse et soubasse. Cette nomenclature est loin de refléter la variété des différents accords qui ont été utilisés au cours des siècles et illustre plutôt la conception moderne de l'ensemble de flûtes, assez éloignée des ensembles « historiques ».

## Histoire

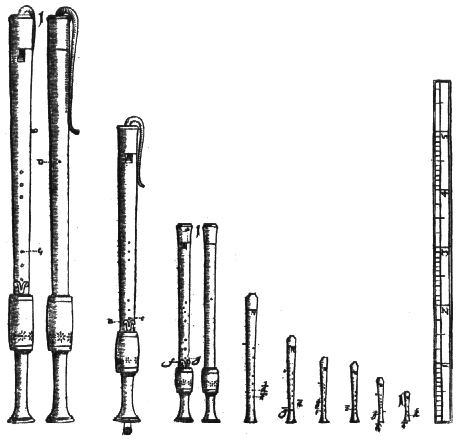
Consort de flûtes à bec. Syntagma musicum, Michael Praetorius (1614-1620).

Les plus anciennes flûtes à bec remontent à la Préhistoire. Pendant très longtemps pour réaliser des flûtes, le musicien utilisera des matériaux préablablement creux comme le sureau, le roseau, l'os, ou la corne. Il faudra  vraisemblement attendre le XIVe siècle pour réussir à tourner des perces dans des matériaux durs comme les bois d'arbre fruitier, l'érable...

### Moyen-Âge
La première description de la flûte à bec associée à un nom se trouve dans un traité latin de Johannes Tinctoris, intitulé  De inventione et usu musice ([De l'invention et de l'usage de la musique] - Naples, vers 1481-83). Tinctoris y mentionne la fistule (littéralement, tube ou tuyau), un type particulier d'instrument à vent en bois (tibia) comportant « sept trous à l'avant et un à l'arrière ». Les termes fistule et tibia remontent à l'Antiquité. En Grèce, l'aulos désignait généralement un instrument à vent composé de deux tubes et de deux anches (probablement doubles), mais il pouvait également désigner tout instrument composé d'un seul tube avec ou sans anche. Pour désigner essentiellement le même tuyau à anche double, les Romains utilisaient le terme tibia, ou parfois fistula, un mot que les poètes utilisaient pour désigner les flûtes de berger. Tinctoris connaît également la pratique consistant à doubler le trou du septième doigt sur certains types de tibia non spécifiés, afin que les musiciens puissent jouer de l'instrument avec l'une ou l'autre main sur le dessus. Cet arrangement était courant dans les flûtes à bec pré-baroques. Dans un livre de comptes de 1388 du comte Henri de Bolingbroke (le futur Henri IV d'Angleterre) se trouve l'annotation « fistula nomine Ricordo », qui semble être la première mention du nom en anglais : recorder, encore utilisé en anglais pour désigner la flûte à bec, dont l'étymologie reste inconnue.
La flûte à bec (aussi appelée « flûte douce », « flûte d'Angleterre » ou « flûte droite ») est un instrument qui comporte huit trous de jeu, dont un manipulé par le pouce pour permettre l'émission des octaves aigües. Cet instrument apparaît incontestablement dans cette forme particulière à partir du XIVe siècle, ; il en subsiste quelques vestiges : flûte de Dordrecht (ca.1390, bois fruitier?, retrouvé en 1941), fragment de Würzburg (XIVe siècle, cerisier, découverte dans les années 1980), flûte de Göttingen (découverte en 1987) et flûte de Tartu. On peut supposer que cet instrument existait auparavant, mais aucune preuve tangible n'a encore pu étayer cette hypothèse.
Le grand musicien et poète Guillaume de Machaut (vers 1300-1377) mentionne dans l'un de ses vers « fleuthe traversaines et flaustes dont droit joues quand tu flaustes », ce qui prouve que la flûte droite et la flûte traversière étaient toutes deux utilisées au XIVe siècle.
La flûte à bec médiévale dispose d'un corps en une seule pièce, seul le bouchon servant à former le conduit est distinct (pièce de bois, terre glaise...). La flûte à bec est très répandue au Moyen-Âge, selon les représentations   disponibles dans l’iconographie médiévale (fresques, enluminures, vitraux...).

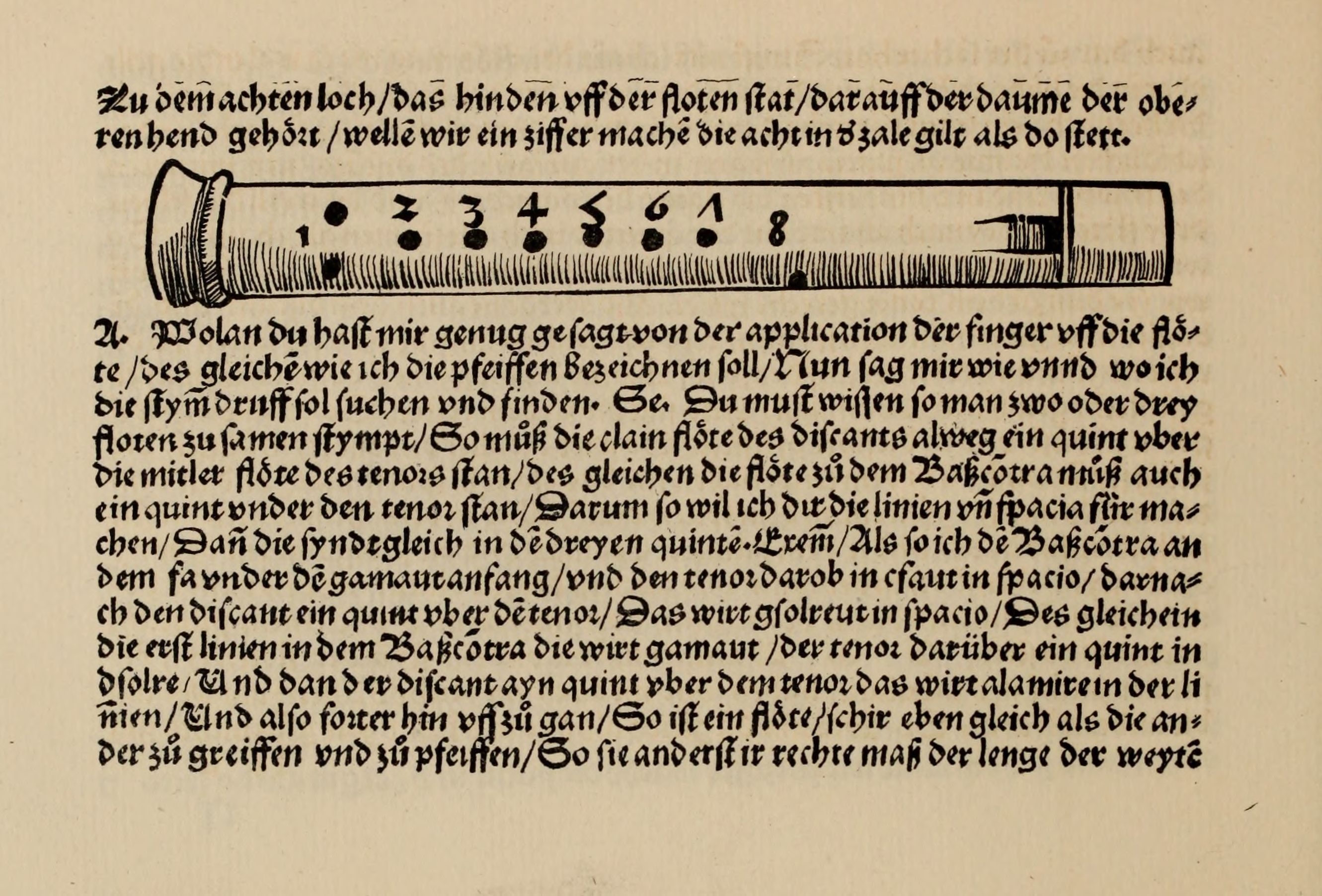
1er dessin d'une flûte à bec Renaissance dans l'ouvrage Musica getutscht und außgezogen de Sebastian Virdung (1511).

Les flûtes à bec au profil cylindrique sont représentées dans de nombreuses peintures médiévales ; cependant, leurs représentations semblent stylisées et ne correspondent pas facilement aux instruments qui ont survécu. La représentation la plus ancienne de la flûte à bec se trouve probablement dans « La moquerie du Christ », une peinture provenant de l'église monastique de Saint-Georges à Staro Nagoričane près de Kumanovo, en Macédoine, dans laquelle un homme joue d'une flûte à bec cylindrique. (La peinture de l'église a commencé en 1315.) Il existe également le panneau central de la « Vierge à l'enfant », attribué à Pedro (Pere) Serra (vers 1390), tel que peint pour l'église de Santa Clara, Tortosa, Espagne et maintenant au Museu Nacional d'Art de Catalunya, Barcelone - un groupe d'anges rassemblés autour de la Vierge Marie, jouant d'instruments de musique, l'un d'eux jouant d'une flûte à bec cylindrique.
Depuis le Moyen Âge, les anges, souvent groupés autour de la Vierge, sont fréquemment représentés jouant d'une ou de plusieurs flûtes à bec, ; dans plusieurs peintures remarquables, des trios d'anges jouent de la flûte à bec. Il s'agit peut-être d'un signe de la trinité, mais peut-être aussi de la musique elle-même, qui était typiquement en trois parties.
À cette époque, l'instrument comptait neuf trous de jeu (d'où son appellation de « flûte à neuf trous »), mais le nombre utile n'était en réalité que de huit, car on devait choisir entre les deux trous percés de chaque côté au bas de l'instrument afin de laisser le choix entre une tenue de droitier ou de gaucher et le trou inutile était bouché à la cire. C'est cet instrument qui sera décliné en plusieurs tailles à la fin du XVe siècle jusqu'à former une famille étendue et homogène à partir du XVIe siècle et que l'on désigne ordinairement par le vocable d'origine anglaise « Consort ».

### Renaissance
A la Renaissance, la flûte à bec se joue surtout en ensemble. La flûte à bec de la Renaissance est toujours formée d'une seule pièce et sa perce intérieure est large (plus importante que celle de la flûte baroque) et est soit cylindrique ou soit conique se terminant de façon évasée. Leur sonorité est puissante; les trous de jeu sont plus grands que ceux de la flûte baroque. La tessiture est limitée à une octave et une sixte.
On commence à  trouver des dessins et des descriptions de flûtes à  bec dans les premiers traités musicaux imprimés au XVIe siècle : Musica getutscht de Sebastian Virdung (Bâle, 1511) ; Musica instrumentalis deudsch de Martin Agricola (Wittenberg, 1528) ; Opera intitulata Fontegara de Silvestro Ganassi (Venise, 1535) ; Épitomé musical, de Philibert Jambe de Fer (1559) ... Ces descriptions instrumentales se poursuivent dans les ouvrages ultérieurs comme dans  Syntagma musicum de Michael Prætorius (1619) et dans Harmonie universelle (1636–1637) de Marin Mersenne.

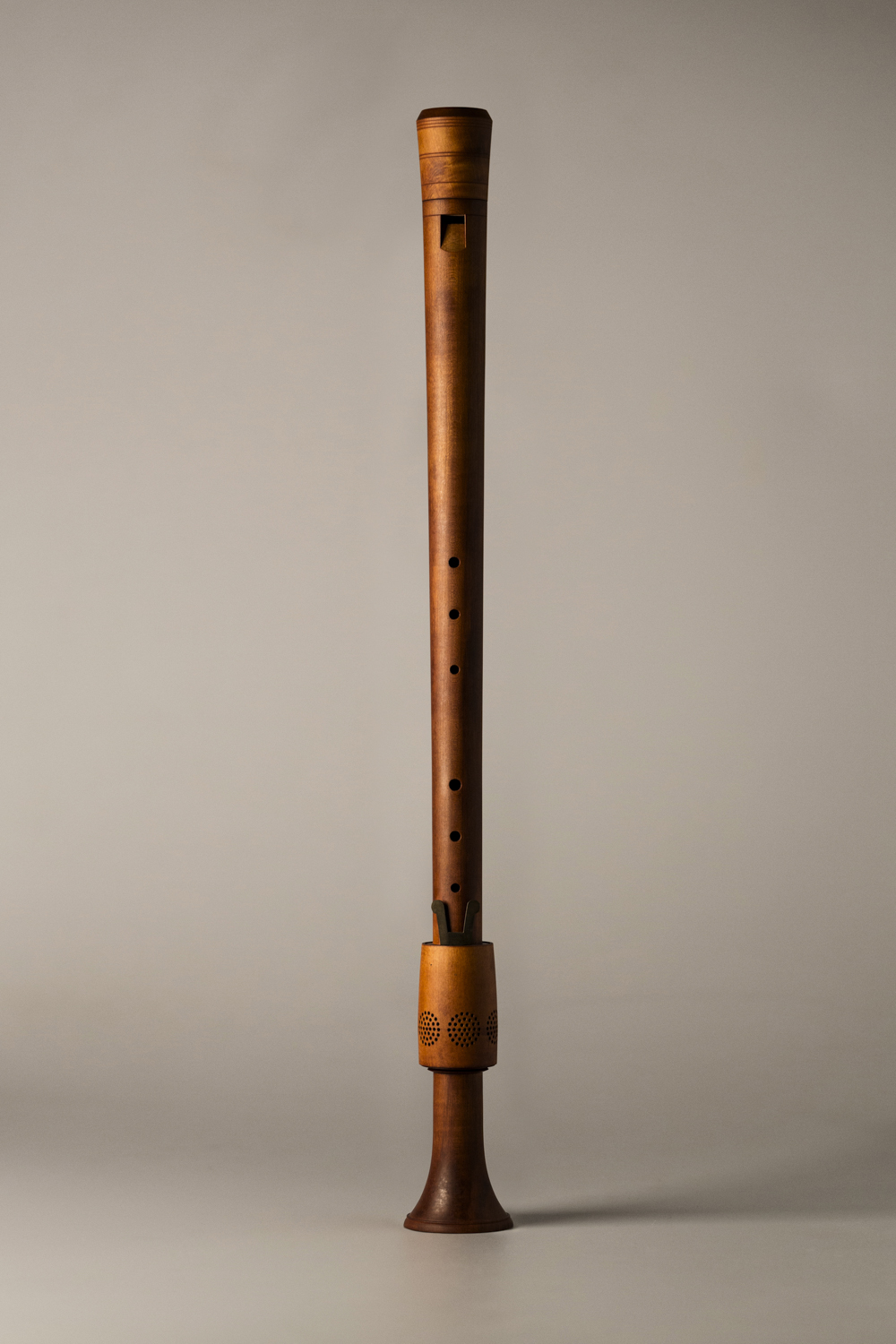
Reproduction d'une flûte de basset (ou bassette) Renaissance de consort avec sa fontanelle protégeant une clé double.

Les grandes flûtes de la Renaissance disposent de clés pour atteindre les trous du bas et ces dernières sont très souvent protégées par une fontanelle.

### Période baroque

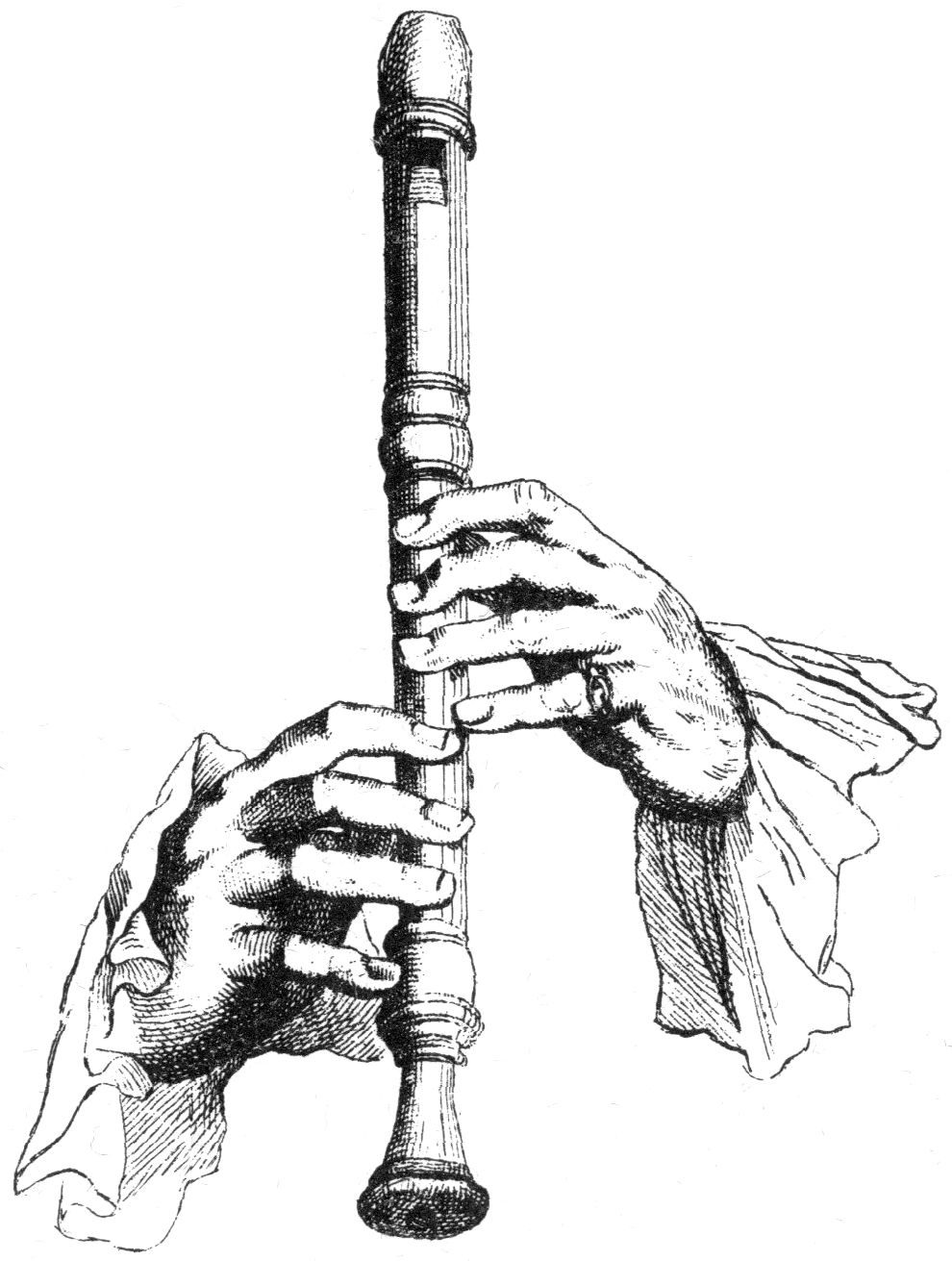
Position des doigts présentée dans la méthode de flûte à bec de Jacques-Martin Hotteterre (1707).

Plusieurs changements dans la facture des flûtes à bec ont eu lieu au XVIIe siècle, donnant naissance au type d'instrument généralement appelé flûte à bec « baroque », par opposition aux flûtes à bec « Renaissance ». Ces innovations ont permis aux flûtes à bec baroques de posséder une sonorité considérée comme « plus douce » que celle des instruments précédents, au détriment d'une réduction du volume, en particulier dans les notes les plus graves.
La famille Hotteterre est connue pour avoir apporté de grandes innovations vers 1670 à la facture des instruments à vent, notamment la flûte démontable en trois parties (tête, corps, pied), même si cette invention n'est pas attribuable à un membre de la famille en particulier, et l'invention du hautbois. Cette transformation organologique de la flûte baroque (1650-1750) est importante car elle permet de lui apporter une perce conique inversée plus complexe et précise avec différents profils ; elle augmente l'ambitus de l'instrument et le jeu devient plus virtuose. Sa perce est devenue beaucoup plus étroite que celle de la Renaissance et sa sonorité est plus fine. On retrouve une représentation d'une flûte alto en sol dans le Compendio Musicale (1677) du compositeur italien Bartolomeo Bismantova. Puis progressivement la flûte à bec alto en fa s'imposera comme instrument soliste à cette période.
La famille Hotteterre a donc travaillé l'idée d'une perce plus étroite, rapprochant les trous des doigts de la main la plus basse, permettant un plus grand ambitus, et facilitant la facture d'instruments en plusieurs sections articulées. Cette dernière innovation permettait de façonner plus précisément chaque section et offrait au musicien la possibilité d'ajuster légèrement l'accordage en tirant légèrement sur l'une des sections pour allonger l'instrument.
Ces innovations françaises furent introduites à Londres par le facteur français Pierre Jaillard Bressan, connu sous le nom de Peter Bressan, dont un ensemble d'instruments sous forme de consort est conservé au Grosvenor Museum, à Chester, ainsi que d'autres exemples dans divers musées américains, européens et japonais et dans des collections privées. Le contemporain de Bressan, Thomas Stanesby Sr, est né dans le Derbyshire mais est devenu fabricant d'instruments à Londres. Lui et son fils (Thomas Stanesby junior) sont les autres facteurs de flûtes à bec britanniques importants du début du XVIIIe siècle. Grâce aux activités de ces facteurs remarquables à cette période, la flûte à bec a acquis une popularité particulière auprès des amateurs dans l'Angleterre.
En Europe continentale, la famille Denner de Nuremberg a été la plus célèbre de cette période ; elle est aussi considérée comme l'inventrice de la clarinette.
La flûte à bec baroque produit une sonorité brillante et saillante à la deuxième octave, plus facile et plus étendue que celle des flûtes à bec antérieures, alors que les notes les plus graves de sa tessiture sont relativement faibles. Des compositeurs tels que Bach, Telemann et Vivaldi exploitent cette propriété dans leurs concertos pour cet instrument.
De la note la plus grave à la note la plus aiguë, la flûte à bec alto baroque a une tessiture d'au plus deux octaves et une quinte, et de nombreux instruments ont une tessiture plus petite. Cependant, même les instruments les plus développés de l'époque ne peuvent produire la tonique, la tierce et la quarte augmentées de la troisième octave. Notamment, le concerto TWV 51:F1 de Georg Philipp Telemann utilise certaines de ces notes à la troisième octave, ce qui pose d'importants défis techniques à l'instrumentiste, nécessitant peut-être la couverture du pavillon ou d'autres techniques inhabituelles.
A partir du XVIIe siècle, la flûte à bec est utilisée comme un instrument soliste. Dans l'Europe du Nord (Angleterre, Pays-Bas - Handfluit), la flûte soprano (en si bémol, do ou ré) domine et dans d'autres pays comme l'Italie et l'Allemagne, la flûte alto en sol est principalement usitée pour les sonates ainsi que la flûte sopranino (en fa). La flûte de voix (en ré) est prédominante en France. Jusqu'au XVIIIe siècle, la flûte à bec est utilisée aussi bien en musique de chambre que pour des concertos joués dans des salles de concert ou à l’opéra, ce qui nécessite un instrument puissant pour s'adapter à la taille des salles.
La flûte à bec apparaît pour la dernière fois dans un opéra, celui de Gluck, Orphée et Eurydice (1762), où elle est utilisée pour évoquer l'au-delà.
L'Encyclopédie ou Dictionnaire raisonné des sciences, des arts et des métiers de Diderot et d'Alembert propose un article de référence dédié à la « flûte douce » (1757) à l'orée de la fin de l'époque baroque,.

### Périodes classique et romantique
Dès la fin du XVIIIe siècle avec l'agrandissement des salles de concert réclamé par les sociétés de concerts, son utilisation est abandonnée au profit de la flûte traversière à la puissance sonore renforcée par les améliorations des facteurs et plus conforme aux besoins de la musique classique et romantique ;
la flûte à bec comme le clavecin ou la viole de gambe ne parviennent pas à remplir ces grands espaces sonores et sont alors de moins en moins joués, avant de tomber dans l’oubli. Le  XIXe siècle est une période de foisonnement intense pour l'évolution des instruments à vent (clarinette, hautbois, cuivres...), excepté la flûte à bec.

## Caractéristiques techniques

Vue de coupe d'un bec de flûte à conduit, avec le bouchon ou bloc (A) formant le plancher du conduit, le conduit ou porte-vent (B), et le biseau (C). La partie supérieure du porte-vent est appelée la voûte.

Une flûte à bec appartient à la famille des flûtes à conduit.
Une flûte à conduit dispose d'un conduit au niveau de l'embouchure permettant au musicien de souffler et d'articuler les sons, d'un bouchon (ou un bloc), d'une fenêtre terminée par un biseau servant de générateur de son ; le tout est complété par un tuyau percé de trous d'harmonie. Le travail du facteur de flûtes consiste à choisir les matériaux et à façonner les divers éléments de l'instrument (perce, fenêtre et biseau, conduit ou porte-vent, voûte, positionnement et taille des trous d'harmonie...).
Il existe toutefois des instruments « à bec » ou « à bloc » qui ne fonctionnent pas selon le même mode organologique de la flûte à bec disposant de 8 ou 9 trous dont un trou de pouce :
- les galoubets, txistus, flûtes d'Ossau et autres flûtes à une main ne comportent que trois trous de jeu et l'obtention des quintes et octaves s'effectue par la force du souffle. La flûte à une main, associée à un petit tambour ou à d'autres instruments de percussion manipulés par le flûtiste lui-même, était très appréciée au Moyen Âge et à la Renaissance pour mener la danse en société. On retrouve ce couple d'instruments joués par un unique interprète dans l'actuel duo flûtet provençal-tambourin. Dans ce dernier cas, la percussion qui accompagne le flûtet à trois trous est un grand tambour à deux peaux à fût allongé et muni d'une chanterelle sur la peau supérieure ;
- les flageolets (flûtes à conduit) quant à eux se déclinent en deux types ; ces instruments ont résisté à la suprématie de la flûte traversière à partir du milieu du XVIIIe siècle :

- 1. « français » comprenant 6 trous, 4 trous sur le dessus et deux sur le dessous manipulés par chaque pouce. Il est d'usage d'avancer que ce dernier aurait été inventé par un certain Sieur Juvigny  (Ballet comique de la reine, 1581) bien que Marin Mersenne au XVIIe siècle rapporte que cet instrument dispose d'un sérieux répertoire, a été pourvu au XIXe siècle de divers systèmes de clés qui le rendirent très populaire dans les orchestres de bal et les bandes de musique militaire (système Boehm...) ;
  2. « anglais » (très proche de la flûte à bec actuelle et du tin whistle) qui fut aussi utilisé dans les pays germaniques. Cet instrument a commencé à diverger du flageolet français à partir du XIXe siècle en employant six trous sur le dessus et sans trou de pouce généralement. C'est pour lui, par exemple, que Mozart écrivit des parties dans L'Enlèvement au Sérail évoquant la musique des janissaires ;
- le csákan (en) est une variété viennoise de flûte à bec qui fut inventée, pense-t-on, par Anton Heberlé au début du XIXe siècle. Il était pourvu de clés et sa popularité est confirmée par les nombreuses œuvres écrites tout spécialement pour lui, notamment celles sorties des presses de Diabelli, un des éditeurs de Beethoven. Son usage dura jusqu'à l'orée du siècle dernier mais semble s'être fortement réduit à partir des années 1850 ;
- le pipeau est un instrument d'aspect très simple qui ne comporte aucun trou de pouce et ressemble de très près au tin whistle irlandais. La fabrication de ces instruments n'est souvent pas le fait de facteurs professionnels (sauf pour le tin whistle), mais plutôt des joueurs eux-mêmes; une singularité qui le distingue des autres instruments ci-dessus mentionnés. La vogue des faiseurs et joueurs de pipeau en bambou, dont l'histoire remonte à la fin du XIXe siècle, répondant à une certaine idéologie de la nature en s'inspirant d'une antiquité toute fantasmée, a été très populaire au début du XXe siècle; ce qui a contribué à confondre pipeau et flûte à bec véritable. Les « flûtes préhistoriques » ci-dessus mentionnées sont de ce type, mais beaucoup plus rudimentaires puisqu'elles peuvent ne comporter qu'un ou deux trous de jeu.

L'évolution de la construction des flûtes à bec, qui échappa à l'industrialisation et à l'usinage des instruments de musique au XIXe siècle, a conduit au XXe siècle, en partant du modèle baroque, à des réalisations surprenantes d'instruments pourvus de systèmes de clés à la façon des instruments « Boehm », ou d'une totale révolution dans le design acoustique du corps de l'instrument, des matériaux choisis (bois, résines, plexiglas, métal) et des extensions (amplifications, transformations de timbre par appareils électroniques en temps réel).

## Répertoire
Une histoire aussi longue et aussi variée a légué à la flûte à bec un répertoire abondant. Très utilisé dans la musique savante profane et religieuse depuis le XVe siècle au moins (il ne subsiste rien de la musique populaire), cet instrument connut une éclipse relative au XIXe siècle et jouit d'un regain de popularité dès les premières années du XXe siècle, notamment par l'action d'un de ses plus fervents défenseurs, le musicien et musicologue franco-anglais Arnold Dolmetsch. Associé aux mouvements populaires des jeunesses musicales allemandes dans l'entre-deux guerres, largement diffusé en Angleterre puis en Europe grâce à sa production de masse en bakélite dès les années 1940, cet instrument fut associé, pour toutes ces raisons, aux activités pédagogiques et scolaires dans les années cinquante.
Il connaît à présent une véritable activité de concertiste professionnel et est enseigné à un niveau supérieur dans les conservatoires spécialisés. On le rencontre dans le répertoire contemporain (Luciano Berio, Bruno Giner, Franco Donatoni, etc.), mais aussi de musique pop, de musiques actuelles, voire de jazz (Album Spirits de Keith Jarrett).

### Répertoire du moyen-âge
Aucune forme de musique écrite pour la flûte à bec n'a subsisté antérieurement à 1500. Des ensembles, en particulier des trios, de flûtistes jouant de la flûte à bec et d'« anges » jouant de la flûte à bec sont représentés dans des peintures du XVe siècle, ce qui indique que la flûte à bec était utilisée dans ces configurations et avec d'autres instruments. Une partie de la musique la plus ancienne devait être un répertoire vocal.
Les flûtistes à bec modernes ont commencé à jouer de la musique instrumentale de l'époque médiévale, parfois de manière anachronique, en arrangeant des œuvres comme les estampes monophoniques du Chansonnier du Roi  (13e siècle), le Add MS 29987 (en) de la British Library (14e ou 15e siècle) ou le Codex Faenza (15e siècle). Ils ont également arrangé la musique pour clavier de l'époque pour des ensembles de flûtes à bec, notamment les estampes du Codex Robertsbridge (XIVe siècle), ou les œuvres vocales des compositeurs Guillaume de Machaut, Johannes Ciconia, et d'autres.

### Répertoire de la renaissance

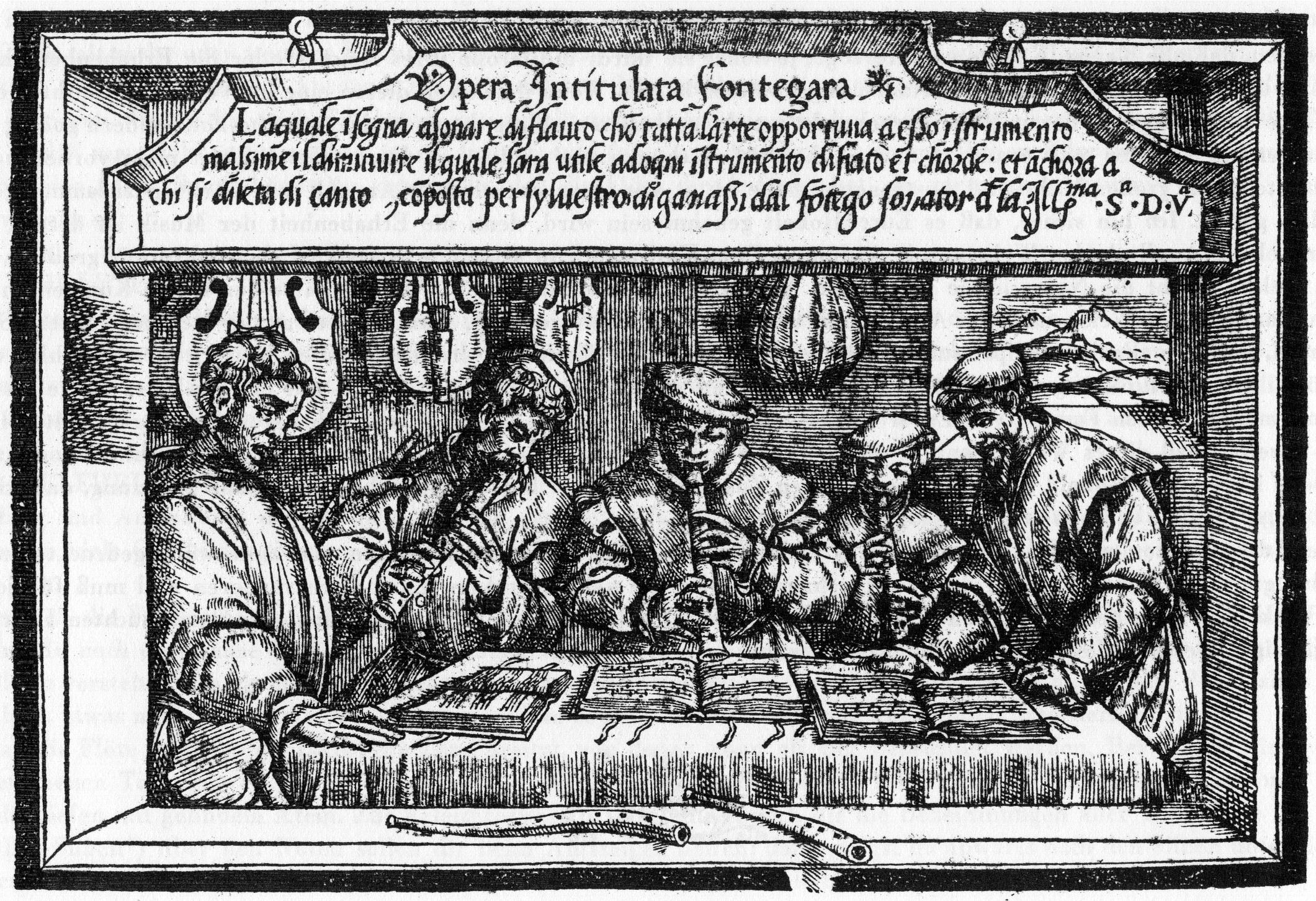
Frontispice de l'Opera intitulata Fontegara, la quale insegna a sonar di flauto con tutta l'arte opportuna... de Silvestro Ganassi (1535).

A l'époque franco-flamande (Renaissance), l'instrumentation n'était généralement pas fixée par les compositeurs. Les ensembles instrumentaux jouaient d'une part de la musique de danse, telle qu'elle nous est parvenue dans les publications musicales de Pierre Attaingnant, Pierre Phalèse et Tielman Susato, et d'autre part de la musique vocale : messes, motets ou canzones. Les instruments pouvaient remplacer les voix ou même doubler les voix. La musique vocale pouvait également être interprétée par des consorts de manière purement instrumentale. Selon les capacités des interprètes, les œuvres étaient agrémentées d'improvisations. Les ouvrages pédagogiques La Fontegara la quale insegno di suonare il flauto (1535) de Silvestro Ganassi ainsi que la Musica instrumentalis deudsch (1529) de Martin Agricola témoignent du haut niveau de jeu de la flûte de l'époque. En 1618, Michael Praetorius recommande de remplacer la flûte à bec basse par des instruments tels que la douçaine ou le trombone. La flûte à bec n'était pas rare à cette époque. Dans l'héritage du comte Fugger (1529 à 1569), 111 flûtes sont documentées sur 507 instruments à vent.

### Répertoire baroque
Dans la musique baroque, la musique instrumentale s'est séparée de la musique vocale. Outre une plus grande exigence en matière de virtuosité d'un instrument, cela nécessitait également un autre spectre sonore. Le son d'un instrument devait se distinguer plus nettement du son du chant humain. Dans le cas de la flûte à bec, cela a été obtenu par une construction différente. Le corps de la flûte à bec était composé de trois parties ; le tube était percé en cône inversé (plus étroit en bas qu'en haut) et les trous sur le corps étaient plus rapprochés les uns des autres. Depuis le 16e siècle, le trou pour le pouce était en outre courant sur les instruments. Le son de la flûte à bec est ainsi devenu plus clair, plus lumineux et plus riche en harmoniques.
En revanche, il est devenu inhabituel de doubler le trou le plus bas, le trou pour l'auriculaire. Au lieu de cela, la partie inférieure de la flûte était désormais mobile, ce qui permettait au musicien de la tourner dans une position confortable pour lui. Les compositeurs de l'époque baroque ont écrit de la musique pour flûte à bec dans différentes configurations. C'est surtout la flûte à bec alto, et dans une moindre mesure la flûte à bec soprano et la flûte à bec sopranino, qui se distingue également comme instrument soliste dans les sonates et les concertos. A la charnière de la Renaissance et de l'époque baroque, Claudio Monteverdi a utilisé des flûtes à bec pour certaines scènes dans l'orchestration de son opéra L'Orfeo (1607) , en plus des trompettes, trombones et instruments à cordes. Cette œuvre constitue la plus ancienne écriture connue pour flûte à bec avec basse continue.
C'est également au début de l'époque baroque qu'a été écrite la première et jusqu'à aujourd'hui la plus vaste œuvre solo pour flûte à bec, Der Fluyten Lust-Hof (édition imprimée en trois volumes à partir de 1648 jusqu'en 1654) du flûtiste aveugle Jacob van Eyck d'Utrecht, une très vaste collection de danses, chansons et chorals populaires à l'époque, avec à chaque fois quelques variations, appelées « modes », qui deviennent de plus en plus virtuoses et enjouées dans un ordre croissant. Jacob van Eyck utilisait probablement une flûte à bec en do, à perce presque cylindrique et d'une seule pièce, qui correspondait donc encore au type de flûte à bec de la Renaissance.
Antonio Vivaldi a écrit entre autres au moins trois concertos pour le « flautino », la flûte à bec sopranino. La question de savoir quel était le ton fondamental (fa ou ré) de l'instrument à utiliser est controversée. Il a en outre composé plusieurs concertos très virtuoses pour flûte à bec alto en fa ou sol et cordes. Chez Johann Sebastian Bach, les flûtes à bec alto apparaissent comme instruments solistes dans les concertos brandebourgeois n° 2 et n° 4, ainsi que dans des cantates et des musiques de la Passion. Les sonates pour flûte de Bach sont toutefois destinées à la flûte traversière.
En Angleterre, c'est entre autres Henry Purcell qui a utilisé des flûtes à bec dans sa musique. Plus tard, Georg Friedrich Händel écrivit lui aussi, durant sa longue période de création à Londres, un grand nombre de sonates pour flûte à bec et basse continue, comme The Fitzwilliam Sonatas. Il s'agissait en quelque sorte d'un sous-produit de son activité de compositeur de grandes suites, d'opéras et d'oratorios, car de nombreux thèmes et motifs utilisés dans ces œuvres réapparaissent dans cette musique de chambre pour flûte. En Angleterre, à l'époque baroque, la flûte à bec était l'instrument mélodique le plus courant pour les musiciens amateurs. C'est ainsi que de nombreuses transcriptions de compositions célèbres pour flûte à bec ont vu le jour, comme les Variations Folia d'Arcangelo Corelli.
Parmi les autres compositeurs de l'époque baroque dont la musique pour flûte à bec est parvenue jusqu'à nous, citons Jacques-Martin Hotteterre, Jacques-Christophe Naudot, les deux cousins Jean-Baptiste Lœillet de Gand et Jean-Baptiste Lœillet de Londres et, parmi les contemporains italiens de Vivaldi, Benedetto Marcello, Francesco Barsanti, Giuseppe Sammartini et Francesco Mancini. Parmi les compositeurs allemands, outre Jean-Sébastien Bach, Johann Mattheson et Georg Philipp Telemann ont laissé des œuvres exceptionnelles pour flûte à bec. Parmi les compositeurs anglais, on notera le concerto pour flûte à bec en ré majeur op. 3 n° 2 de William Babell.
A la fin de l'époque baroque, la flûte à bec a longtemps coexisté avec la flûte traversière naissante. Le Concerto en mi mineur pour flûte à bec, flûte traversière et orchestre à cordes de Telemann et la Sonate en trio en do majeur pour flûte à bec, flûte traversière et basse continue de Johann Joachim Quantz en sont des exemples particulièrement frappants.
Jean-Baptiste Lully (1632-1687), Henry Purcell (1659-1695) et Georg Friedrich Haendel (1685-1759) ont utilisé la flûte à  bec dans plusieurs œuvres vocales et scéniques pour symboliser la lamentation, la mort et le surnaturel, ainsi que la pastorale.
Parmi les opéras utilisant la flûte à bec baroque composés par Jean-Baptiste Lully, on trouve l'air du Sommeil (Acte III, Scène 4: Prélude. « Dormons, dormons tous ») dans Atys (LWV 53, 1676) et le ballet le Triomphe de l’amour (1681) : « Le Prélude pour l’Amour est destiné à un ensemble que l’on ne rencontre que très rarement, qui réunit des flûtes d’Allemagne (ou traversières) et des flûtes à bec. Ce prélude est écrit à quatre parties (la texture de l’orchestre lullyste est habituellement à cinq) et superpose des tailles ou flûtes d’Allemagne, des quintes de flûtes, une petite basse de flûte et la grande basse de flûte que double la basse continue. Les trois parties inférieures sont tenues par des flûtes à bec. Le second passage remarquable du point de vue de l’instrumentation est constitué par une longue section organisée autour de l’apparition successive sur scène de la Nuit, du Mystère et du Silence. »

### Disparition de la flûte à bec aux 18e et 19e siècles
L'œuvre pour flûte à bec de la seconde moitié du XVIIIe siècle la plus connue aujourd'hui est probablement une sonate en trio de Carl Philipp Emanuel Bach, Wq.163, composée en 1755 – un arrangement d'une sonate en trio pour deux violons et basse continue, écrite pour l'ensemble inhabituel d'alto, de flûte à bec basse et de basse continue. Cette œuvre est également remarquable parce qu'elle est peut-être la seule œuvre historique importante pour flûte à bec basse qui ait survécu. Les œuvres de Johann Christoph Schultze (c. 1700-?), qui a écrit deux concertos pour l'instrument, l'un en sol majeur et l'autre en si bémol majeur, vers 1740, sont également dignes d'intérêt. Les dernières occurrences de la flûte à bec dans la musique de cette période sont attribuables à Carl Maria von Weber dans Peter Schmoll und seine Nachbarn (1801) et Kleiner Tusch (1806). Hector Berlioz a peut-être destiné la deuxième partie La Fuite en Egypte de L'Enfance du Christ (1853) à la flûte à bec. Gaetano Donizetti possédait trois flûtes à bec.
Au cours du XVIIIe siècle, la flûte à bec a été supplantée par la flûte traversière, dont la sonorité était plus puissante et qui s'imposait davantage dans l'interaction avec les orchestres élargis : Dans la musique classique et romantique, la flûte à bec n'était plus un instrument courant. La diminution de l'importance de la flûte à bec se manifeste également par le fait que jusqu'en 1750 environ, le terme Flauto (flûte) dans une indication d'instrumentation désignait clairement une flûte à bec ; une flûte traversière était en revanche expressément exigée par la désignation Flauto traverso ou simplement Traversa. Après 1750 environ, la situation s'est inversée. Jusqu'à aujourd'hui, la désignation flûte dans l'orchestration désigne une flûte traversière. Si une flûte à bec doit être utilisée, cela est explicitement indiqué.
Le csákan était un type de flûte à bec du 19e siècle présent en Autriche-Hongrie. Les virtuoses Anton Heberle et Ernest Krähmer ont laissé de nombreuses compositions pour ce type de flûte à bec.
Au début du 20e siècle, la flûte à bec était un instrument si peu courant que Igor Stravinsky la considérait comme une sorte de clarinette lorsqu'il en vit une pour la première fois. Ce n'est qu'au 20e siècle qu'elle a été redécouverte, principalement comme instrument de musique domestique et scolaire.

### Utilisation dans la musique des 20e et 21e siècles
La flûte à bec a été redécouverte dans les années 1920, lorsque l'on s'est efforcé de recréer une sonorité aussi fidèle que possible à la musique de la Renaissance et de l'époque baroque. En particulier Arnold Dolmetsch et le facteur d'instruments Peter Harlan ont largement contribué à ce que l'on s'intéresse à nouveau à cet instrument. Dans le mouvement de jeunesse, la flûte à bec, facile à transporter et relativement bon marché à fabriquer, devint l'instrument le plus populaire avec la guitare. Outre les instruments utilisés aujourd'hui, des flûtes d'autres diapasons (par exemple en sol1 ou en la1) ont été construites afin de pouvoir les utiliser plus facilement dans d'autres tonalités.
Des compositeurs comme Luciano Berio, Jürg Baur, Hans-Martin Linde, John Tavener, Paul Hindemith, Felicitas Kukuck, Malcolm Arnold, Michael Tippett, Benjamin Britten, Leonard Bernstein, Erhard Karkoschka, Mauricio Kagel, Matthias Kaul, Günter Kochan, Kazimierz Serocki, Gordon Jacob, Bertold Hummel et Edmund Rubbra ont écrit de la musique pour flûte à bec. La littérature pour flûte à bec s'est fortement développée au 20e siècle et ne cesse de croître, notamment grâce à des compositions de commande.
La flûte à bec est parfois utilisée dans la musique pop et rock ; elle apparaît par exemple dans des morceaux des Beatles. (par exemple The Fool on the Hill), les Rolling Stones, Jimi Hendrix, Yes, Led Zeppelin (par exemple Stairway to Heaven) et surtout de Gentle Giant. Elle a fait son entrée dans le jazz grâce à des compositions de Pete Rose ou de Paul Leenhouts, par exemple. Les flûtes à bec jouent également un rôle dans la musique folk.
La flûte à bec est rarement utilisée dans les musiques de film, le plus souvent dans celles qui ont un décor médiéval. On peut citer entre autres Le Bossu de Notre-Dame (1996) de Alan Menken et Le Pôle express (2004) de Alan Silvestri.
La tête peut également être utilisée comme instrument de section rythmique et à effets (de). Pour ce faire, l'ouverture inférieure de la tête de la flûte est alternativement recouverte et ouverte avec la paume de la main pendant que l'on souffle. La vocalisation des oiseaux peut également être imitée avec des têtes de flûte à bec.
Depuis 2007, la journée de la flûte à bec est célébrée le 10 janvier,,.

« La flûte à bec est restée une curiosité antiquaire jusqu'à sa renaissance au début du vingtième siècle, qui a peut-être marqué son époque historique la plus importante. »

— Wendy Powers, The Development of the Recorder, 2000

## Tessitures
La tessiture d'une flûte à bec moderne de type « baroque » est généralement de deux octaves et un ton.
La famille se décline aujourd'hui en instruments en do et en fa :
- exilent, également appelée sopraninino ou garklein (do) ;
- sopranino (fa) (notée une octave en dessous) ;
- soprano (do) (notée une octave en dessous) ;
- alto (fa) ;
- ténor (do) ;
- basse, dite "la tour" (fa) (notée en clef de fa une octave en dessous) ;
- grande basse dite "la grande tour" (do) ;
- contrebasse (fa) ;
- soubasse (do) ;
- sous-soucontrebasse (fa).

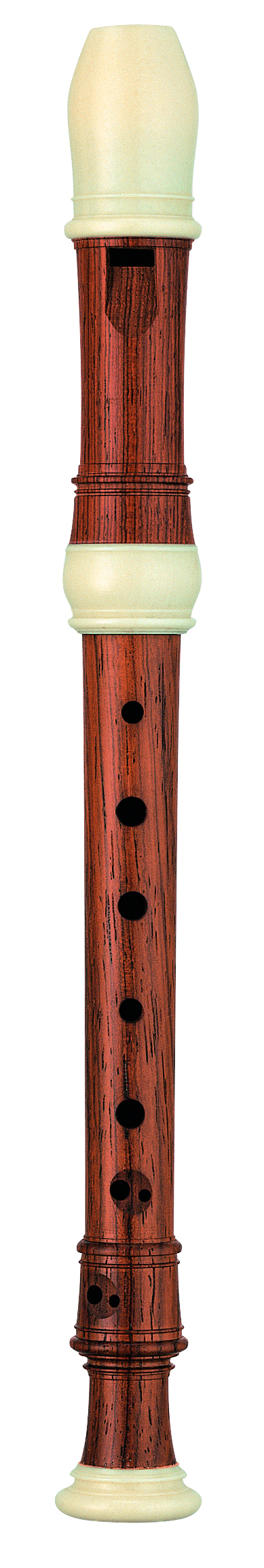
Sopranino en fa.
Soprano en do.
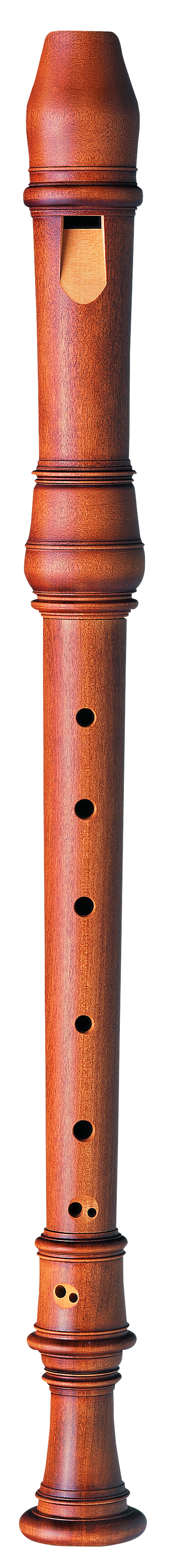
Alto en fa.
Basse en fa.

À la Renaissance, on trouvait également des flûtes soprano et ténor en ré et des alto en sol.
Cette classification est loin de refléter la diversité des instruments historiques. Par exemple, au XVIIIe siècle la division était différente :
- dessus ;
- haute-contre ;
- taille ;
- quinte.

Les premiers utilisateurs du début du XXe siècle, se basant sur les instruments baroques et cherchant sans doute à créer une famille qui corresponde aux exigences des classifications chorales modernes et à l'aspect courant de la musique de chambre d'alors (quatuor à cordes notamment), firent écrire des quatuors de flûte pour soprano, alto, ténor et basse. Cette formation n'a visiblement rien d'historique, et la réalité du répertoire fait appel à des consorts qui sont loin de cette formation « classique ».
Les instruments solistes, quant à eux, étaient déclinés en de nombreuses tonalités différentes. Le « dessus » le plus courant au XVIe siècle était en sol, et l'époque baroque employa abondamment des instruments tels que la « flûte pastorale » en mi bémol, « flûte de voix » en ré, « flûte de sixte » en ré également, « flûte du quatre » en si bémol. Durant la période baroque, l'alto pouvait être en sol ou en fa.

## Redécouverte

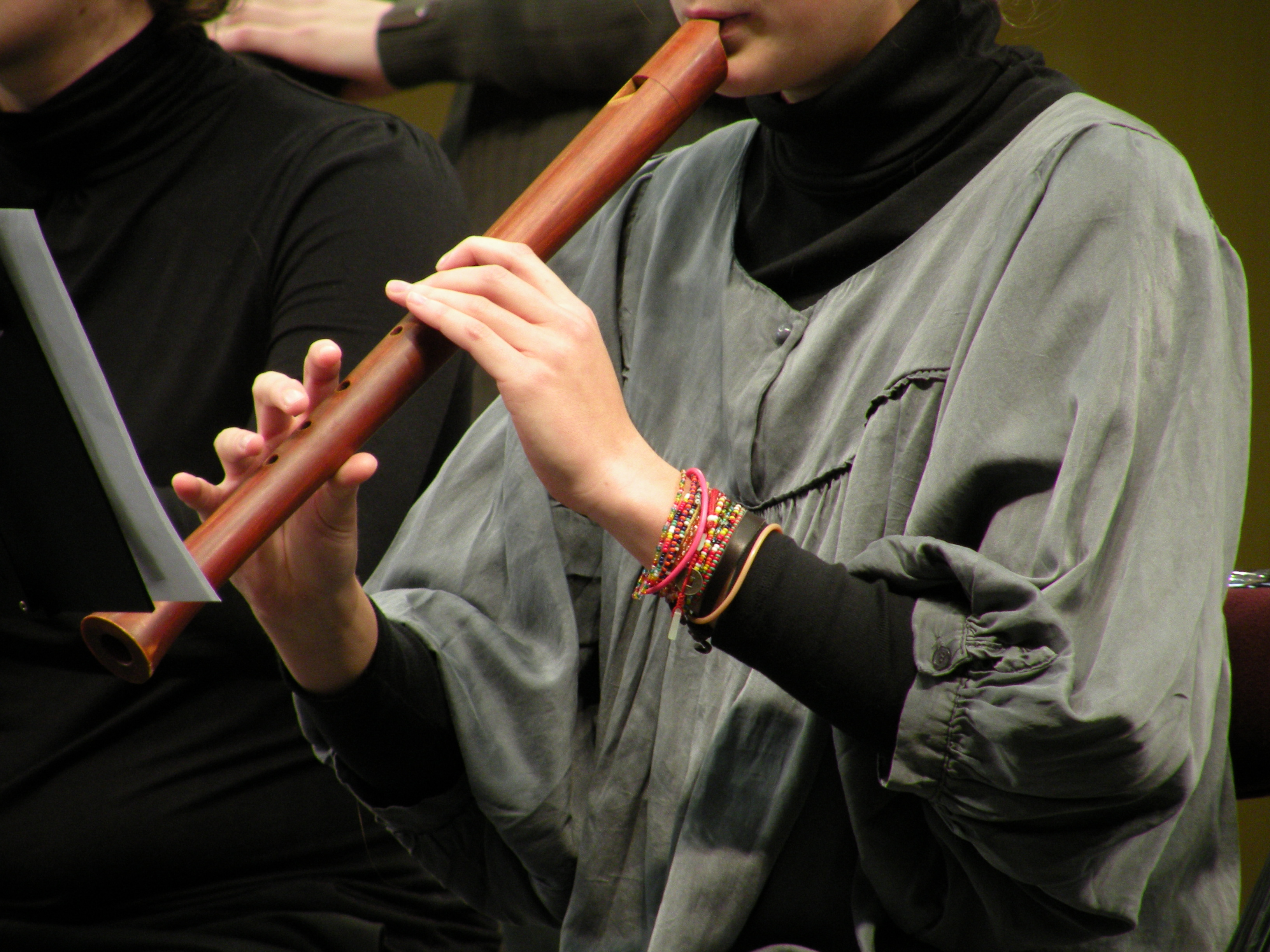
Flûte à bec Renaissance alto à La Folle Journée 2009 de Nantes.

Sans avoir été complètement oubliée, la flûte à bec fut toutefois peu utilisée au XIXe siècle. L'intérêt particulier du musicien, luthier, musicologue et violoniste anglais Arnold Dolmetsch eut pour conséquence la fabrication de plusieurs instruments inspirés de l'ancien dès 1905. Un peu plus tard, le luthier allemand Peter Harlan se mit à en fabriquer à son tour dès 1927, mais en détournant les modèles originaux à des fins pratiques. Ces instruments connurent un très gros succès avant la Seconde Guerre mondiale et sont véritablement à l'origine de son engouement à grande échelle. Cette facture particulière donna naissance aux flûtes « à doigté allemand » (4e trou plus grand que le 5e) que l'on rencontre encore de nos jours, alors que les flûtes respectant l'organologie ancienne promues par Arnold et Carl Dolmetsch et par Edgard Hunt sont dites « à doigtés baroques » ou « anglais » (4e trou plus petit que le 5e) et produisent des notes qui sonnent justes. À travers ces deux écoles de facture, ce sont deux conceptions qui s'affrontent. L'une, proche des sources anciennes, cherchait à recréer une musique oubliée dans un souci de véracité historique, tandis que l'autre, plus sociale et commerciale, voulait développer un instrument agréable et facile (au prix d'une simplification excessive) sans s'embarrasser, plus que de besoin, de considérations musicologiques.
L'instrument le plus largement répandu aujourd'hui est celui dit à « doigté baroque », car c'est celui qui permet réellement de jouer les œuvres du répertoire, ce que ne permet pas l'instrument Harlan.
Les vertus pédagogiques de la flûte à bec, déjà soulignées par de nombreux auteurs anciens, furent à nouveau expérimentées avec succès et l'instrument fit son apparition à grande échelle dans les classes dès la fin de la guerre. Il fallut cependant attendre de nombreuses années pour qu'il soit enseigné comme instrument professionnel dans les conservatoires, mais l'exemple d’Edgard Hunt, de Frans Brüggen (classe d’Amsterdam ouverte en 1970) et de bien d'autres a permis d'apprécier le réel potentiel de cet instrument.

## Jeu

### Technique d'articulation
La principale caractéristique de l'instrument est l'expressivité liée à une technique très variée et subtile de l'articulation. La faible pression de la colonne d'air (malgré un débit important) fait que la moindre différence dans la prononciation des syllabes articulatoires est immédiatement perceptible. C'est une force mais aussi une très grande difficulté, car cela demande beaucoup de maîtrise. Les syllabes utilisées (déjà décrites dans les traités italiens du XVIe siècle) sont T, D, R, L, K, G. Comme la technique d'archet d'un violoniste, le flûtiste doit savoir non seulement maîtriser la qualité de l'émission, mais aussi la succession des consonnes pour mettre en relief le rythme ou la particularité mélodique d'une phrase musicale. Ces articulations, présentes chez d'autres instruments jusqu'au début du XVIIIe siècle, sont tombées en désuétude à cette époque où l'on jugeait, notamment pour la flûte traversière, qu'elles gênaient la pureté d'émission du son.

### Technique digitale
La manipulation de l'instrument demande une bonne coordination. Si la technique ne demande pas de force ou de masse musculaire spécialement entraînée pour l'effort, il n'en demeure pas moins que la variété et la complexité de certains enchaînements (doigtés à fourche nombreux) rendent cet instrument assez difficile pour un vocabulaire musical moderne. Elle ne possède pas la "facilité" des systèmes de clés qui permettent l'ouverture et la fermeture simultanées de plusieurs trous par l'action d'une simple clé et sa manipulation peut rapidement devenir complexe.

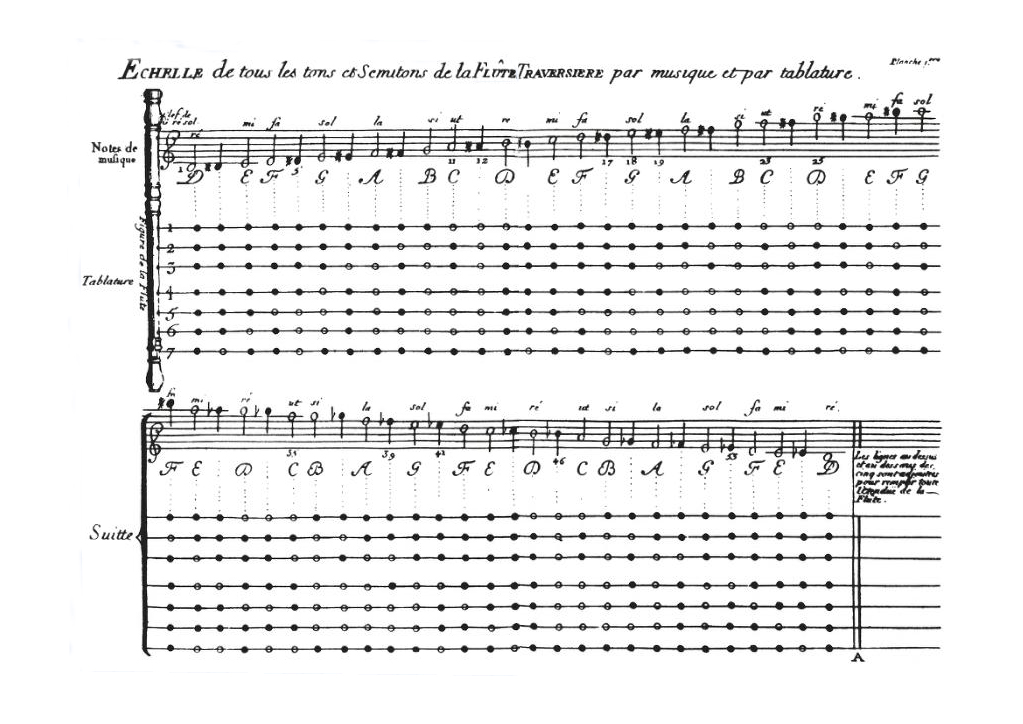
Fac-similé du système de doigtés des flûtes Hotteterre du début du 18e siècle. Si nous le comparons avec les systèmes « baroque » et germanique actuels, nous constatons plusieurs différences.

Exemple de doigtés "baroques" pour la première octave d'une flûte à bec en ut :
- do : tous les doigts ;
- ré : tous les doigts sauf l'auriculaire droit ;
- mi : auriculaire et annulaire levés ;
- fa : tous les doigts sauf le majeur droit ;
- sol : il n'y a que la main gauche qui bouche les trous (du haut) ;
- la : pouce et trous bouchés par l'index et le majeur gauche ;
- si : pouce et trou bouché par l'index gauche ;
- do : pouce et majeur gauche seulement.

### Technique de souffle
Une des difficultés majeures est aussi de réussir à contourner l'apparente rigidité de son intonation. En effet, par la seule force du vent, on peut obtenir plus d'un demi-ton de variation pour un même doigté. Maîtriser cet aspect technique demande donc beaucoup de savoir-faire et de subtilité pour obtenir l'intonation adéquate et la qualité de timbre désirée. Le flûtiste arrive à ses fins par le contrôle de son souffle, l'utilisation de doigtés de substitution, le couvrement ou le découvrement partiel de trous de jeu et la forme des lèvres parfois alliée à divers degrés de fermeture de la gorge. L'ensemble ne peut s'acquérir que par un travail technique approfondi, et grâce à une oreille vigilante et infaillible. La respiration continue est aussi une technique pratiquée chez les instrumentistes à vent. Celle-ci consiste à inspirer par le nez pendant l'expiration de l'air emmagasiné dans les joues. On l'emploie dans des segments de virtuosité et l'effet sonore donne l'impression que l'instrumentiste ne respire jamais.

## Utilisation pédagogique
Peu après son introduction au début du XXe siècle, on redécouvre la grande valeur pédagogique de cet instrument pour initier à la musique. Cela ne veut pas dire que la flûte à bec soit pour autant un instrument facile à maîtriser : comme tout instrument à vent, il faut du temps pour acquérir une belle sonorité et une certaine fluidité de jeu. Mais en tant qu'instrument facilement portable, il trouve rapidement sa place dans les mouvements populaires des jeunesses allemandes et par ce biais dans la pédagogie.
Parallèlement, des firmes comme Moeck ou Adler-Heinrich lancent une production industrielle massive de flûtes à bec et en font un instrument bon marché et omniprésent. Après la Seconde Guerre mondiale, il est systématiquement utilisé, que ce soit à l'école, où il est enseigné à des classes entières, ou dans les écoles de musique et autre conservatoires locaux de plus en plus nombreux où la flûte à bec s'impose comme l'instrument d'initiation à la musique. Caractéristique de cette évolution, l'éveil musical et le premier cours de flûte à bec sont souvent dirigés par le même professeur. Cela n'a pas que des conséquences positives pour la flûte à bec, souvent considérée comme un « pipeau » bas de gamme, à peine un instrument, une dévalorisation qu'elle partage entre-temps avec d'autres instruments également utilisés en éveil musical, ce qui tempère ce jugement.
Les principes du jeu de la flûte à bec, en particulier de la flûte à bec soprano, peuvent être acquis par les écoliers dès le primaire. Les premiers succès dans la maîtrise de l'instrument viennent en général rapidement : sortir une note de l'instrument et acquérir quelques doigtés basiques est très accessible. Passé ces premiers succès, il s'avère cependant difficile d'obtenir un son ni trop faible ni trop fort, harmonieux et soutenu, et les techniques de souffles et de doigté à un stade même légèrement avancé deviennent réellement complexes. Il faut apprendre parallèlement deux doigtés (ceux de la soprano et de l'alto) et suivant le style de musique, trouver le ton juste requiert une technique de souffle particulière.

## Facture

### Les matériaux
Si l'on excepte quelques instruments rares et précieux en ivoire (Hotteterre, Oberlender), corne de narval (Rosenborg), écaille de tortue ou plaqués de métal, les flûtes à bec sont généralement fabriquées en bois. Au Moyen Âge et à la Renaissance, on utilisait plus volontiers les essences d'arbres fruitiers comme le montrent les exemplaires survivants. À l'époque baroque, on préféra le buis européen (Buxus sempervirens), un bois solide, car poussant lentement, dont les qualités de grain et la résistance permettent un travail fin. De nos jours, en raison de sa rareté, il est souvent remplacé par des essences exotiques non apparentées mais présentant des caractéristiques similaires — et pour cette raison abusivement appelées « buis » également —, telles que le (« buis ») castello (Calycophyllum multiflorum). D'autres essences sont actuellement employées (érable, le plus courant dans la facture semi-industrielle ; poirier, palissandre, grenadille du Mozambique — à ne pas confondre avec l'ébène —, ébène, olivier, prunier, bois de rose). Leur densité, inégale, donne à l'instrument ses caractéristiques propres.
On en trouve également en plastique moulé (résine ABS), de qualité inférieure puisqu'il s'agit d'instruments d'initiation, mais certains facteurs professionnels ont expérimenté le tournage du plexiglas (Twaalfhoven) ou de l'ivoirine (un polymère dont l'aspect se rapproche de l'ivoire).

### Facteurs
Comme les fabricants de violon à leur époque, certains fabricants de flûte à bec jouissaient aux XVIIe et XVIIIe siècles d'un certain prestige. Ci-dessous, une liste de membres de cette profession ayant influé sur l'histoire de la flûte à bec (par ordre alphabétique):
- Johann Maria Anciuti (vers 1720)
- famille Bassano de Venise[31],[32] (XVIe et XVIIe siècles)
- Pierre Jaillard dit « Bressan » (1663 - 1730)
- Jacob Denner (1681 - 1735)
- Johann Christoph Denner (1655 - 1707)
- Johann Heinrich Eichentopff (1687 - 1769)
- Richard Haka (autour de 1646 - 1705)
- La dynastie des Hotteterre (Jacques-Martin (1681 - 1763), Jean I (1605-1691) et Nicolas, notamment) (actifs entre ca 1670 et 1730)
- Hieronymus F. Kynseker (1636 - 1686)
- Pierre Naust (1660 - 1709)
- Johann Wilhelm I Oberlender (1681 - 1763)
- Claude Rafi (autour de 1550)
- Hans Rauch Von Schratt (autour de 1535) ; ce facteur a fabriqué des flûtes colonnes[33]
- Jean-Hyacinthe Rottenburgh (1672 - 1756)
- Thomas Stanesby jr. (1692 - 1754)
- Thomas Stanesby sr. (1668 - 1734)
- Jan Steenbergen (1675 - 1728)
- Engelbert Terton (1676 - 1752)

Il existe de nos jours différents types de fabricants de flûtes à bec. Nous retrouvons les grandes maisons de productions telles que Moeck, Mollenhauer, Küng, qui offrent entre autres des reproductions de flûtes d'époque (renaissance, Denner, Rottenburgh, Hotteterre, Stanesby, etc.). Yamaha, Aulos, Zen-On, Hohner produisent également des flûtes à bec en plastique ABS, mais parfois des produits en bois. Par ailleurs, nous retrouvons également les facteurs de flûtes indépendants, qui produisent des flûtes de qualité supérieure à celles des grandes maisons de productions. Parmi ceux-ci nous retrouvons :
- Vincent Bernolin, France
- Bruno Reinhard, France
- Philippe Bolton, France[35]
- Claire Soubeyran, France[36]
- Etienne Holmblat, France
- Jean-Luc Boudreau (Aesthé), Québec et Canada
- Henri Gohin, France
- Claire Sécordel, France[37]
- Heinz Ammann, Suisse
- Giacomo Andreola, Italie
- Shigeharu Hirao, Japon
- Francesco Li Virghi, Italie
- Luca de Paolis, Italie
- Adrian Brown, Angleterre et Pays-Bas
- Fumitaka Saito, Japon et Pays-Bas
- Guido Klemisch, Allemagne
- Peter van der Poel, Pays-Bas
- Stephan Blezinger, Allemagne
- Ernst Meyer, Suisse

## Interprètes
Voici quelques interprètes notables :
- Frans Brüggen (1934-2014)
- Barthold Kuijken
- Le flûtiste suisse Maurice Steger[39].
- La jeune flûtiste néerlandaise Lucie Horsch
- Vincent Lauzer, flûtiste à bec québécois, membre de l'ensemble Flûte Alors ! et de l'ensemble Les Songes et est directeur artistique du Festival International de musique Baroque[40] de Lamèque au Nouveau- Brunswick[41].
- Michala Petri
- Guillaume Beaulieu
- Pierre Hamon

## La flûte à bec dans les arts

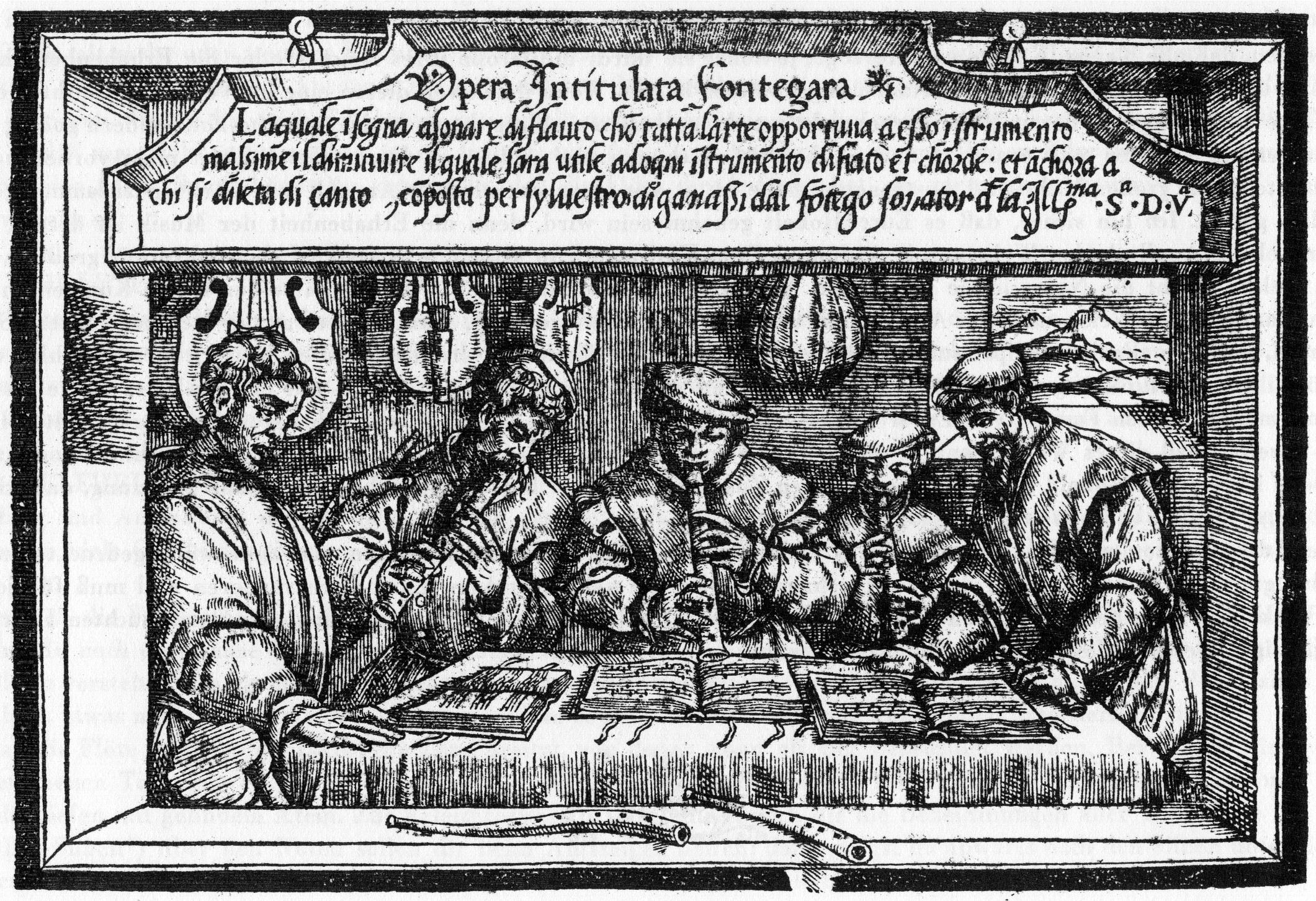
Opera Intitulata Fontegara, de Silvestro Ganassi (Venise, 1535).

On trouve des nombreuses représentations de la flûte à  bec au travers des différentes périodes :
- Silvestro Ganassi. Il publie en 535 à Venise le premier traité consacré à la flûte à bec: sur la gravure, 3 joueurs de flûte à bec, leurs partitions posées sur une table, 3 violes (basse, ténor et dessus) et un luth accrochés au mur et deux cornets à bouquin au premier plan[42]
- Edwaert Collier. Les peintures intitulées Vanitas, répandues dans toute l'Europe du XVIIe siècle opposent la vanité des arts, des sciences et des plaisirs de la vie, à l'inéluctable passage du temps et à la fragilité de la vie. La flûte (ici alto en buis et ivoire) fait partie des symboles des arts souvent représentés.
- David Bailly. Antérieur à Collier, il représente dans ses peintures une flûte à bec plus ancienne: soprano à la perce plus large et moins conique[43].

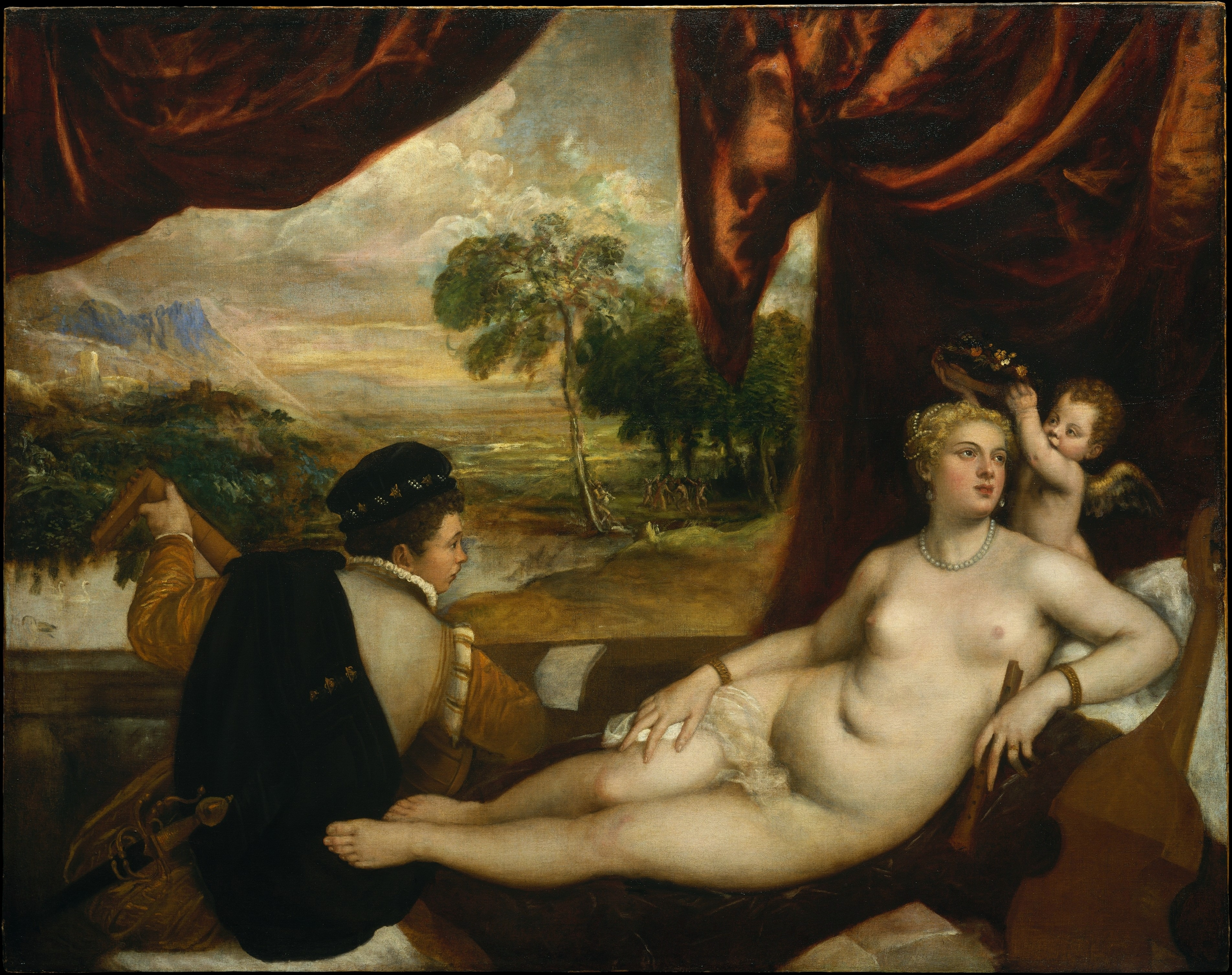
Vénus et le joueur de luth du Titien (vers 1645).
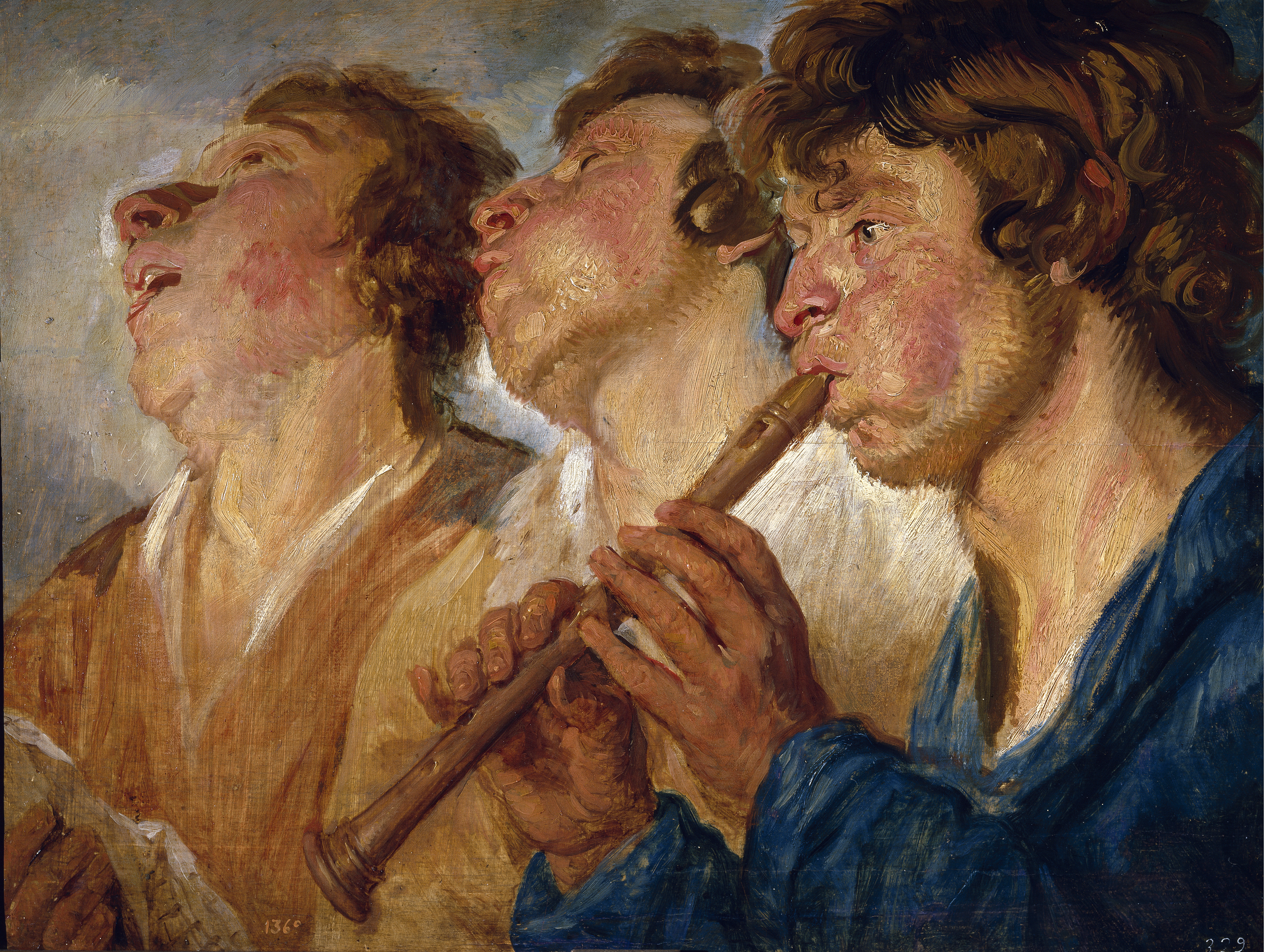
Trois musiciens de Jacob Jordaens dont l'un jouant de la flûte à bec (entre 1645 et 1650).
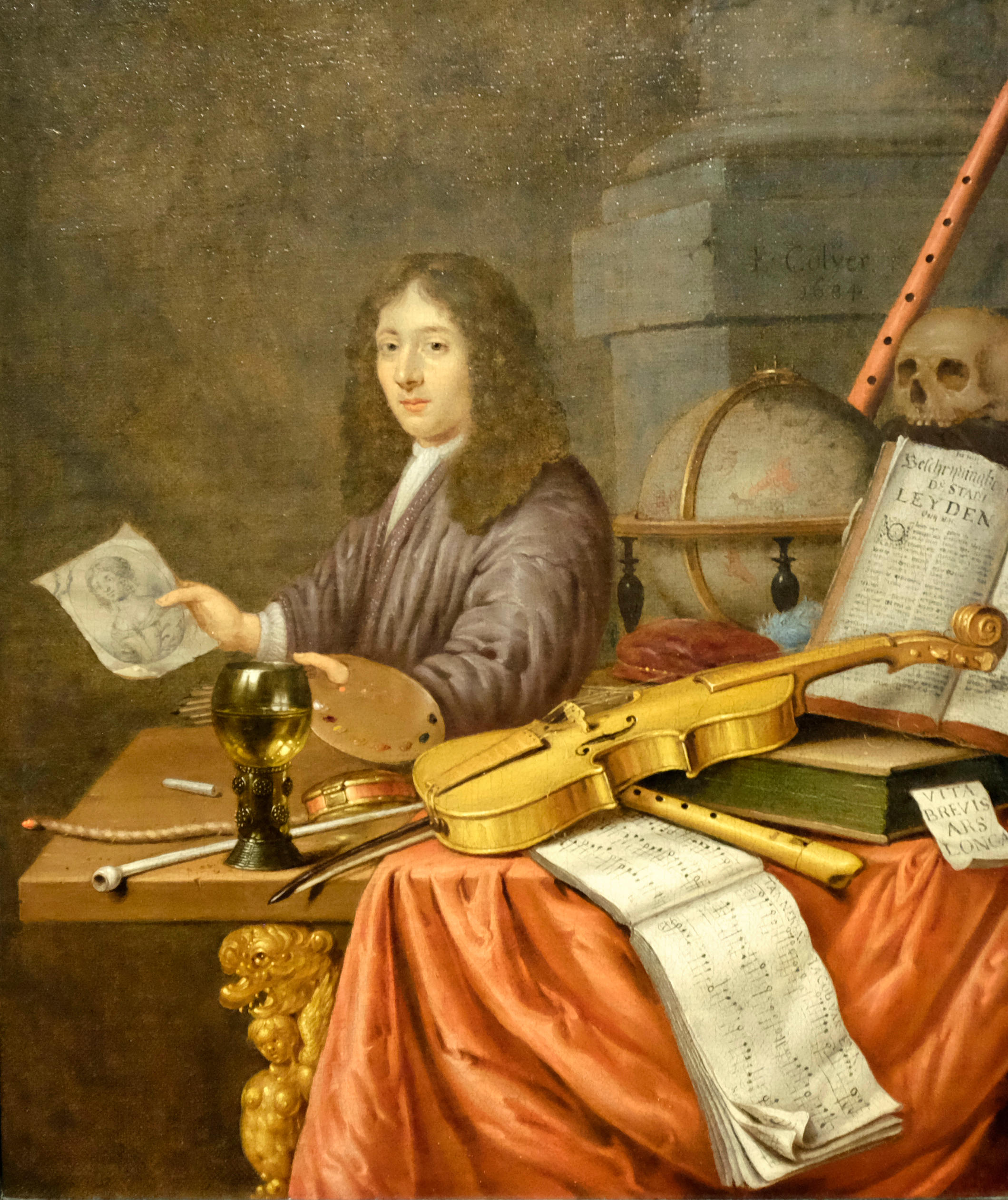
Edwaert Collier. Autoportrait avec vanités, 1684.
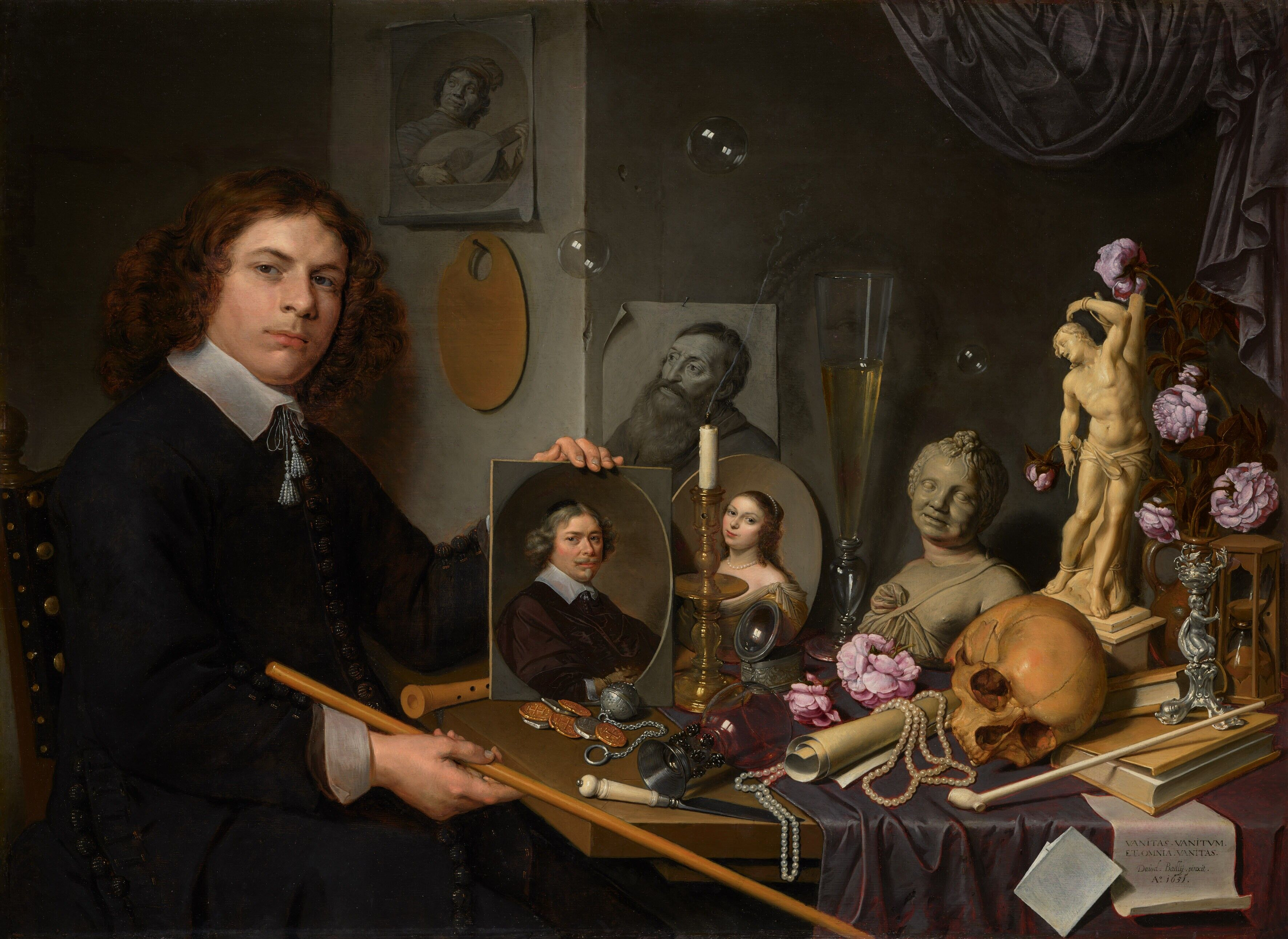
Vanité aux portraits (Autoportrait). David Bailly, 1651.

À l'époque baroque, la flûte à bec est aussi associée, dans l'opéra et dans la peinture, à des thèmes pastoraux et érotiques (par exemple, L'Adoration des bergers (vers 1645) de Georges de La Tour, Vénus et le joueur de luth (vers 1565-1570) et Le Concert champêtre du Titien et Les Musiciens (vers 1595) de Le Caravage). 
Au XXIe siècle, des dizaines d'artisans ouvrent les coulisses de leur travail souvent méconnu pour les journées européennes des métiers d'art. C'est le cas de Claire Sécordel, installée à Schiltigheim. Elle est facteur de flûtes à bec. Ils ne sont qu'une dizaine en France à exercer ce métier.

## Ensembles de flûtes à bec

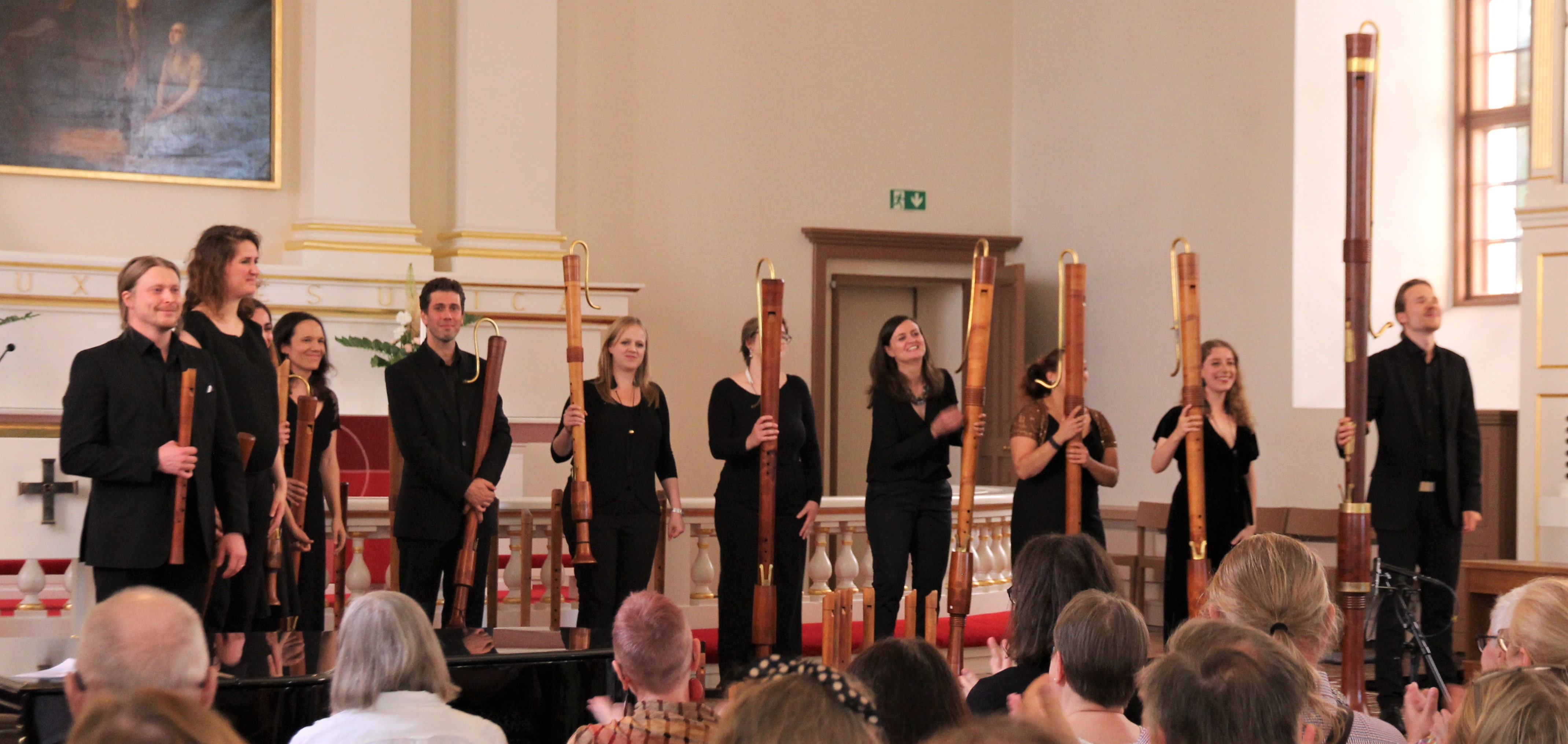
Concert d'un consort de flûtes à bec.

La flûte à bec est un instrument très social. De nombreux flûtistes participent à de grands ensembles ou à des groupes de chambre avec des voix différentes, et il existe une grande variété de compositions et d'arrangements pour de telles formations, y compris de nombreuses œuvres modernes. Les ensembles comportant des instruments de tailles différentes permettent de compenser la tessiture limitée des instruments individuels. Les arrangements à quatre voix avec une partie de soprano, d'alto, de ténor et de basse jouée sur les flûtes à bec correspondantes sont courants, bien que des arrangements plus complexes avec plusieurs parties pour chaque instrument et des parties dédiées pour les instruments aigus et graves puissent également être rencontrés régulièrement.

## Galerie

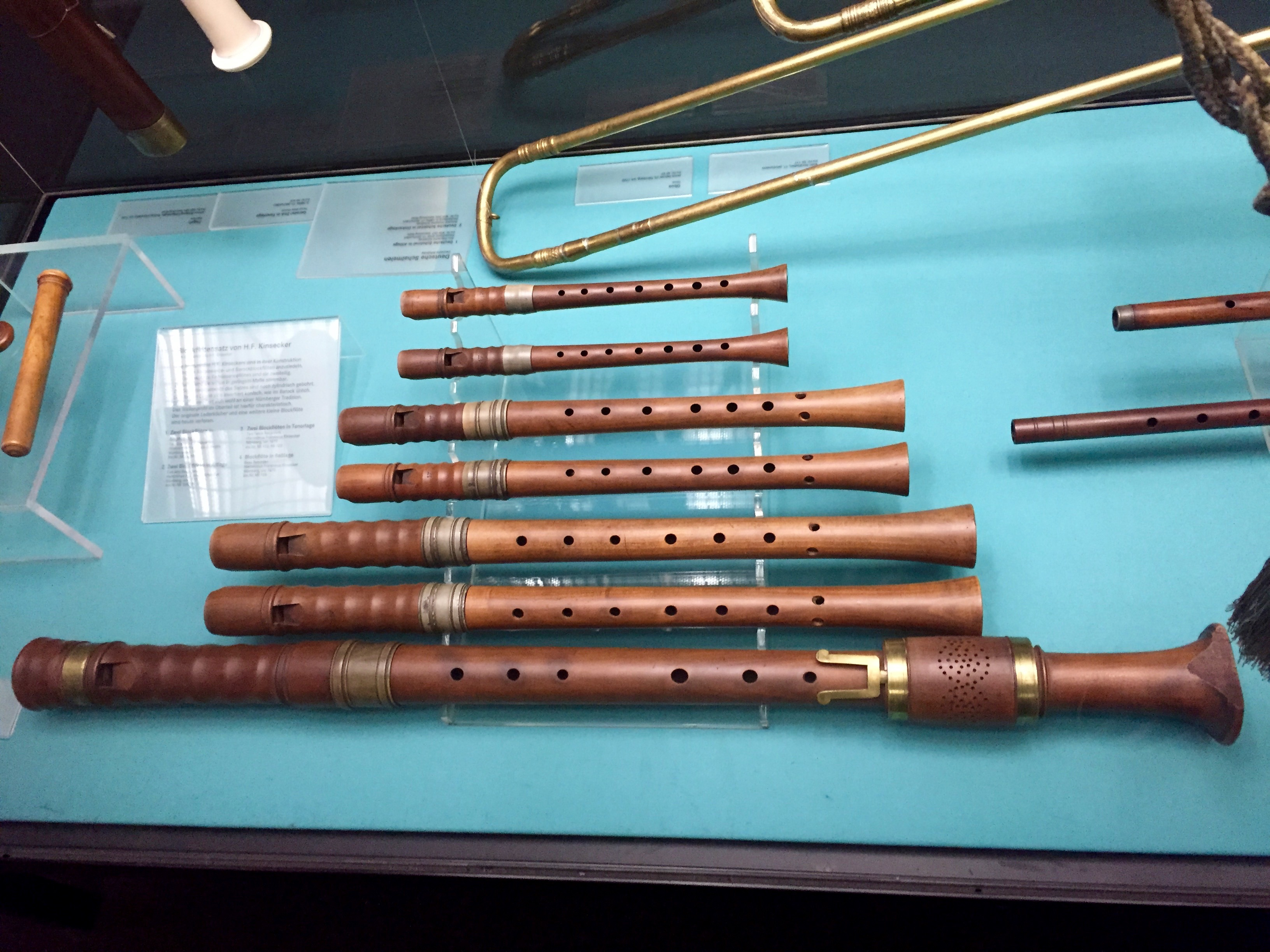
Consort de flûtes à  bec médiévales de Hieronymus Franziskus Kynseker, XVIIe siècle.
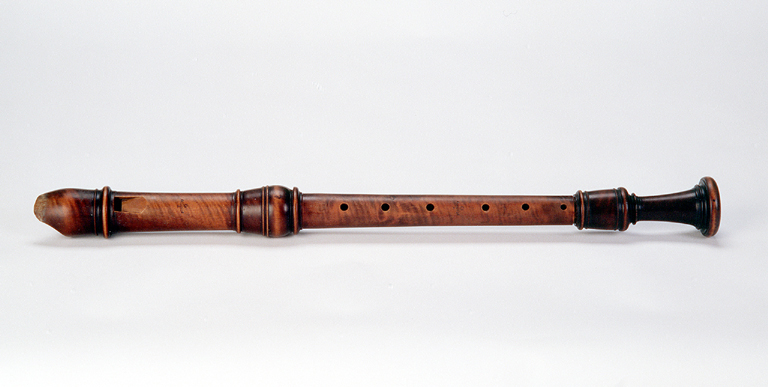
Flûte de voix de Thomas Stanesby Sr., (vers 1690).
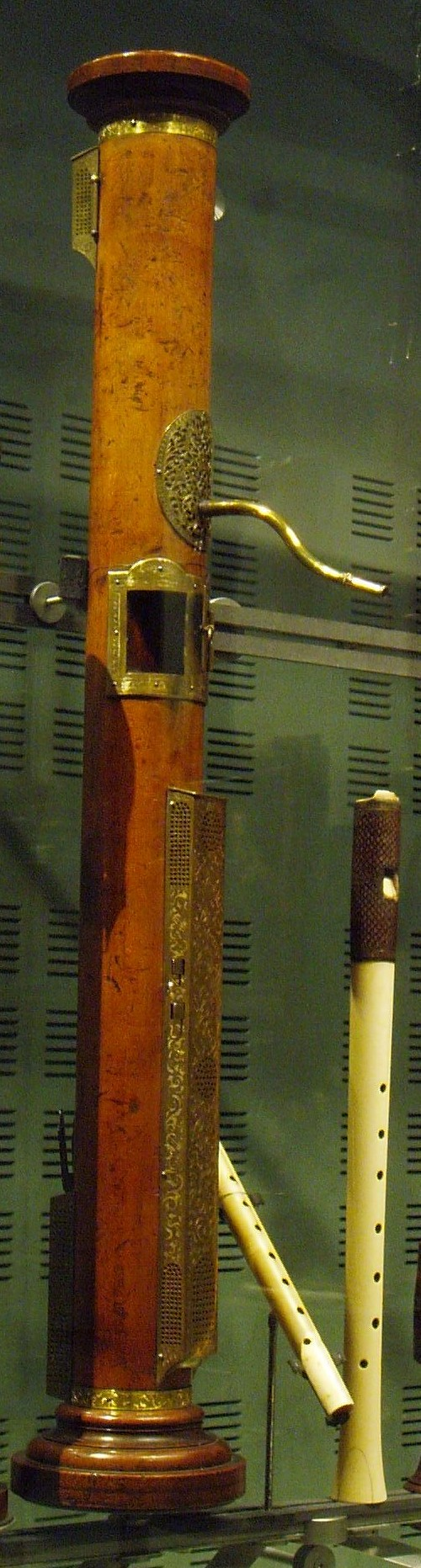
Flûte colonne de Hans Rauch von Schratt, XVIe siècle

### Pour aller plus loin
Consorts
- (en) Adrian Brown, « An Overview of the Surviving Renaissance Recorders », Musiques de Joie. Proceedings of the International Renaissance Recorder and Flute Consort Symposium, Utrecht: STIMU, Ed. David Lasocki,‎ 2005, p. 77–98.
- (en) Peter van Heyghen, « The Recorder Consort in the Sixteenth Century: Dealing with the Embarrassment of Riches », Musiques de Joie, Proceedings of the International Renaissance Recorder and Flute Consort Symposium, Utrecht: STIMU, Ed. David Lasocki,‎ 2005, p. 227–321.
- (en) Peter van Heyghen, « The recorder in Italian Music 1600–1670 », The Recorder in the 17th Century, Proceedings of the International Recorder Symposium, Utrecht: STIMU, Ed. David Lasocki,‎ 1993, p. 3–63.
- (en) Adrian Brown, « Sets or Consorts of Recorders c1500–1670 », The Galpin Society Journal, no LXXVI,‎ 2023.